# Erioloides spiniger
Erioloides spiniger är en insektsart som först beskrevs av Ludwig Redtenbacher 1891.  Erioloides spiniger ingår i släktet Erioloides och familjen vårtbitare. Inga underarter finns listade i Catalogue of Life.